# Pont Matapédia
Le pont Matapédia est un pont franchissant la rivière Restigouche de Flatlands, au Nouveau-Brunswick, à Matapédia, au Québec. Il relie la route 11 du Nouveau-Brunswick à la route 132 du Québec. Il a été construit en 1974.